# وادي البريغيث

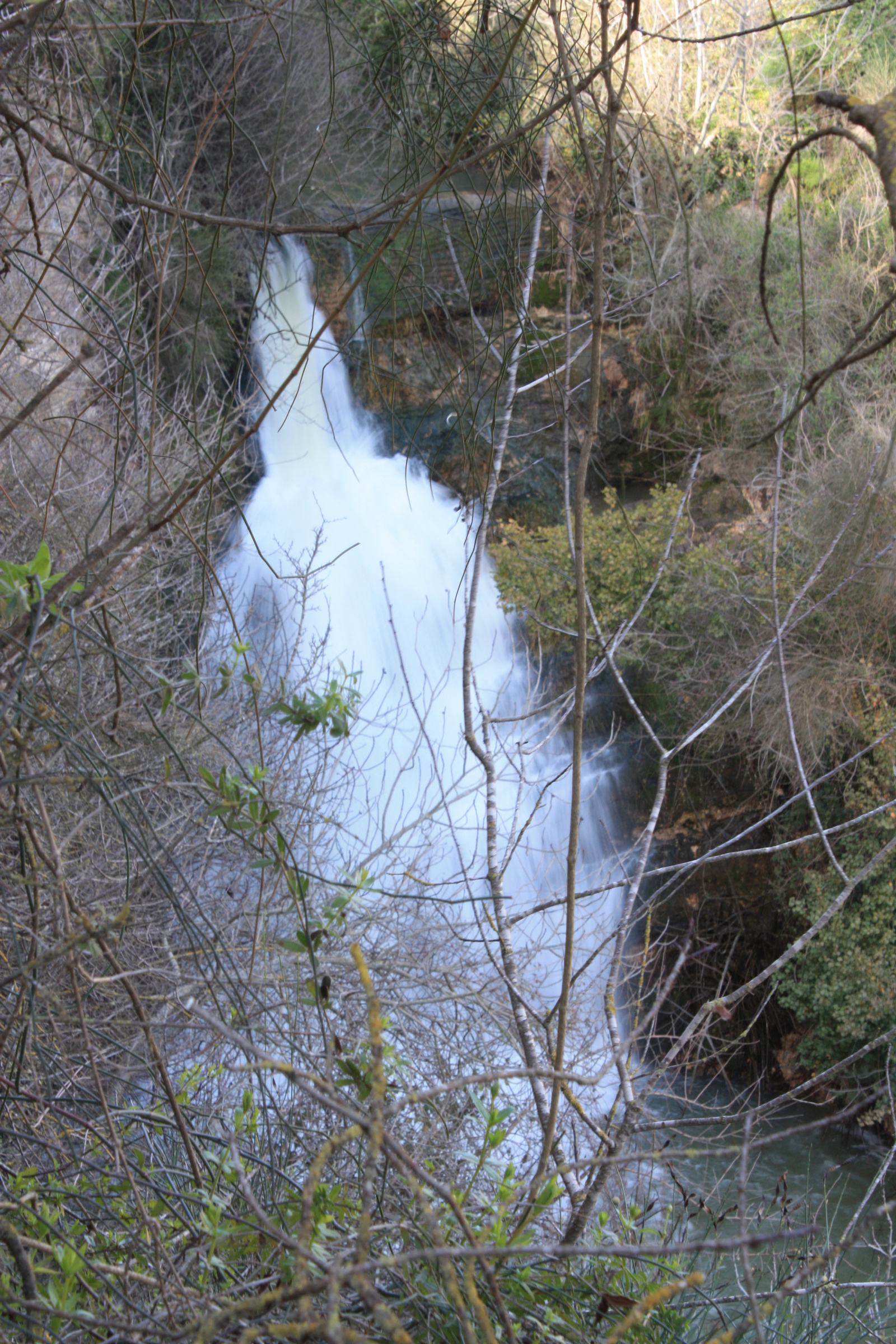
شلالات نهر البريغيث

وادي البريغيث أو الدردارة (بالعبرية: נחל עיון، نقحرة: نحال عيون) هو جدول دائم في إصبع الجليل، إسرائيل، فلسطين التاريخية. ينبع الجدول من ينابيع وادي مرجعيون في جنوب لبنان، ويسير جنوبا لسبعة كيلومترات متفرعا في عدة خنادق للري حتى يدخل إسرائيل عند المطلة رافدا نهر الأردن في وادي الحولة.

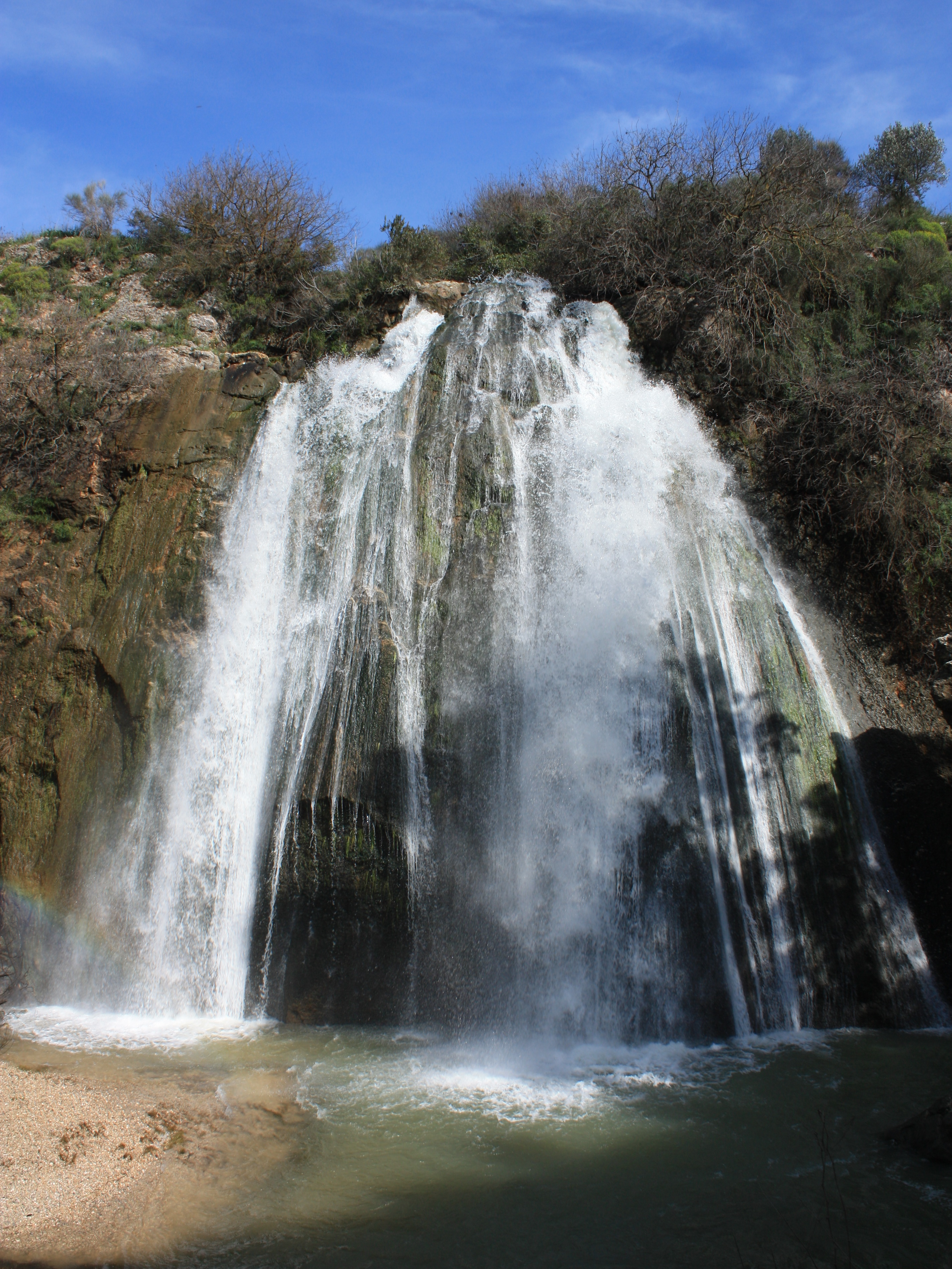
شلال المطحنة

جرى الوادي في غرب آبل القمح وفي أراضي الزوق الفوقاني والزوق التحتاني وغرب الناعمة.

## محمية طبيعية

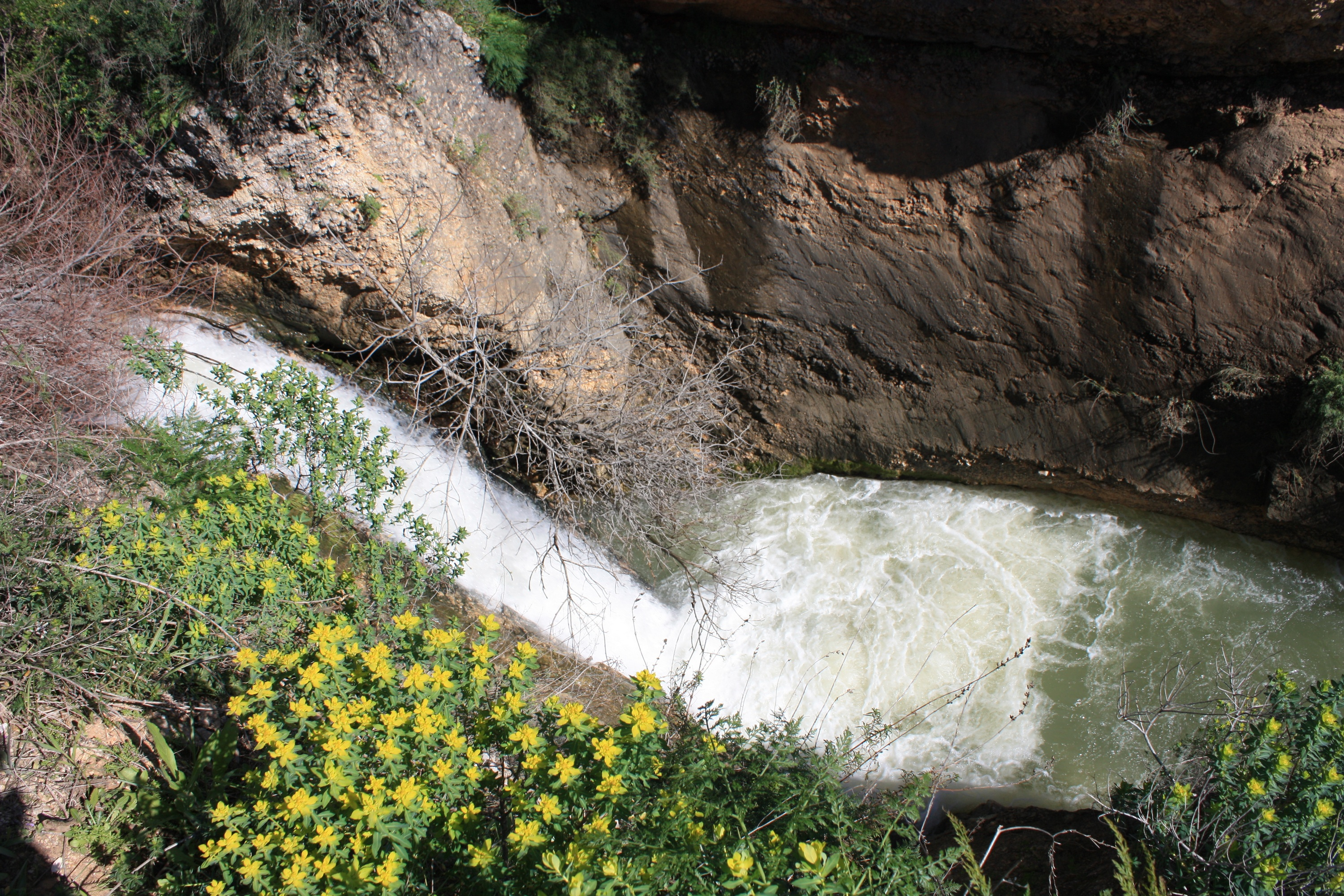
أحد شلالات الوادي

تتشكل الشلالات من اختلاف الارتفاعات على طول مجرى الجدول. يكون جريان الماء أقوى ما يكون خلال الأشهر الماطرة. خلال الأشهر الحارة، تجر المياه قريبا من منابع الجدول لري المحاصيل. أعلنت هذه الشلالات محمية طبيعية 

## النباتات والحيوانات
تشمل أنواع الأشجار في المحمية البطم الفلسطيني (Pistacia palaestina)، النبق الفلسطيني (Rhamnus palaestinus)، والقيقب عريض الأوراق (Acer obtusifolium). تحتوي المحمية على نباتات أخرى كالمكنسة الإسبانية، العليق، بخور مريم الفارسي، وشقائق النعمان.
يمكن العثور على طائر أبي فصادة خلال أشهر الشتاء، وكذلك طيور قاوند أبيض الصدر والألواح النحاسية الشائعة بالإضافة إلى القاوند أبيض الصدر وصقر الجراد.